# André Richer
André Gustavo Richer (Visconde do Rio Branco, 26 de janeiro de 1930 - Rio de Janeiro, 11 de abril de 2018) foi um remador e dirigente esportivo brasileiro. Participou dos Jogos Olímpicos de Verão de 1956, dentre outras competições. 

## Biografia
Em Rio Branco, onde nasceu, fez serviço militar. Após concluí-lo, foi para Leopoldina, onde, no Colégio Leopoldinense, começou a praticar esportes, como arremesso de dardo, disco e peso. Além disso, jogava futebol no Esporte Clube Ribeiro Junqueira, atuando como zagueiro central. Em entrevista ao Museu da Pessoa, em 2000, André contou que: 
| “ | Numa certa época foram lá alguns diretores do Botafogo, estiveram lá e foram assistir um jogo do Botafogo contra o Ribeiro Junqueira e eu joguei esse jogo e me convidaram para vir para o Rio de Janeiro. | ” |
|   | — André Gustavo Richer. |   |

Já no Rio de Janeiro, Richer estudou no Colégio Juruena, onde iniciou sua vida desportista como remador, no Clube de Regatas do Flamengo. André passou a praticar atletismo no Botafogo, por influência do técnico Ernani, chefe de disciplina no Colégio Juruena. Como morava na praia do Flamengo  na época, Richer começou a remar no clube em 1947. Ele fez parte da equipe conhecida como "Transatlântico de Luxo", treinada pelo famoso técnico Rudolf Keller que permaneceu invicta durante três longos anos.
Posteriormente, assumiu postos em diversas entidades desportivas, sendo presidente do Clube de Regatas do Flamengo de 1969 a 1973, e do Comitê Olímpico do Brasil de 1990 a 1995.

## Homenagens
- Em 1985 foi agraciado com a Ordem Olímpica, uma homenagem do COI (Comitê Olímpico Internacional) aos atletas que, dentro da carreira, mais prezaram o ideal olímpico.[6]

- Em 2000 foi homenageado pelo Clube de Regatas do Flamengo com uma placa na Calçada da Fama do clube.[7]